# Cavidad craneal
La cavidad craneal es el espacio formado en el interior del cráneo. La cavidad craneal está ocupada por el encéfalo y contiene el líquido cefalorraquídeo para amortiguar el movimiento y los golpes contra su superficie rígida interna.

## Estructura
Esta cavidad está formada por ocho huesos craneales que se articulan entre sí: cuatro impares, el frontal, occipital, esfenoides y etmoides; y dos huesos pares, parietales y temporales.

## Capacidad
La capacidad craneal es la medida del volumen interior del cráneo, de los vertebrados.

El volumen del cráneo es usado como un indicador aproximado del tamaño del cerebro.

La capacidad de la cavidad craneal de un humano adulto es de 1200-1700 cm³.